# سندرم

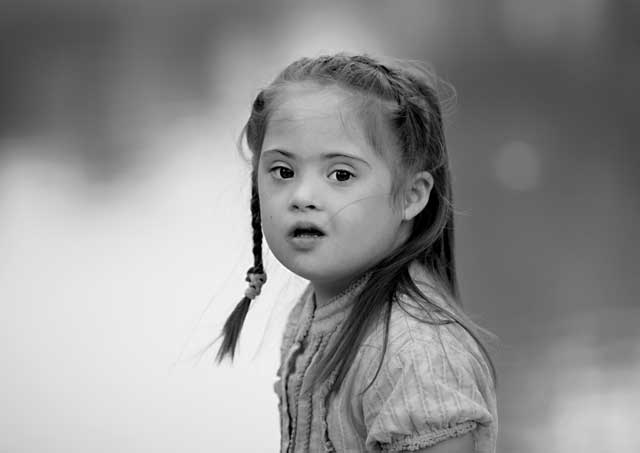
کودک مبتلا به سندرم داون

سَندرُم یا نشانگان (به فرانسوی: syndrome) جمعی از علائم و نشانه‌های پزشکی است که به صورت یک مجموعه همزمان و به صورت مرتبط با یکدیگر پدید می‌آیند و اغلب از یک بیماری یا یک اختلال خاص ناشی شده‌اند (برای مثال ناتوانی‌های جسمی و ذهنی، چانه کوچک و صاف، فضای اضافی بین انگشت شست پا و انگشت دوم و چشم‌های گِرد، نشانه‌های به ظاهر پراکنده‌ای هستند که به صورت یک مجموعه و اثر سندرم داون ایجاد شده‌اند)
این شامل نشانه‌های بیماری (که توسط بیمار گزارش می‌شود)، علائم پزشکی (که توسط پزشک دریافت می‌شود) و پدیده‌ها و خصوصیاتی که معمولاً با هم اتفاق می‌افتند؛ بنابراین وجود یکی از این مشخصه‌ها به پزشک در مورد وجود بقیه ویژگی‌ها هشدار می‌دهد. در سالهای اخیر از این واژه خارج از پزشکی در ارتباط دادن میان چند پدیده مربوط به هم استفاده شده است.
درگذشته معمولاً وقتی چند نشانه و علامت همراه یکدیگر در بیماری دیده می‌شد و پزشکی که متوجه همراهی آنها شده نمی‌توانست علت خاصی برای بروز آن علائم بیابد به مجموعه آن علائم سندروم اطلاق می‌کرد.